# گوگه
گوگه روستایی است که در استان اردبیل، شهرستان نیر، بخش مرکزی، دهستان دورسون خوجا قرار دارد.که فاصله آن ازشهرستان نیر 7/3 کیلومتر می باشد.این روستا دارای مناظر بکر طبیعی از جمله رودخانه آغلاغان که در غرب روستا قراردارد می باشد.مردمان سخت کوش و وطن پرست و زنان شجاع این روستا زبانزد خاص و عام است. عسل سبلان و غذاهای محلی این روستا بینظیر است.

## جمعیت
بر اساس سرشماری سال ۱۳۸۵ جمعیت این روستا ۲۱۸ نفر با ۵۵ خانوار بوده‌است.که با کاهش ۳۵٪ طی ۱۰ سال، در سال ۱۳۹۵ جمعیت این روستا به ۱۴۱ نفر مشتمل بر ۷۴ مرد و ۶۷زن در ۴۸ خانوار رسیده‌است. (به‌طور متوسط هر خانواده دارای یک فرزند می‌باشد)